# Fermer les yeux
Pour plus de détails, voir Fiche technique et Distribution.
Fermer les yeux (Cerrar los ojos) est un film dramatique hispano-argentin réalisé par Víctor Erice, sorti en 2023.
Ce drame aborde les thèmes de la mémoire et de l'identité et se concentre sur la disparition soudaine d'un acteur de cinéma bien connu de son ami réalisateur.
C'est le premier long métrage de Víctor Erice depuis Le Songe de la lumière sorti trois décennies plus tôt (1992). Cerrar los ojos devrait sortir sur les écrans espagnols courant 2023. L'avant-première a lieu en mai 2023 au Festival de Cannes.

## Synopsis
La boîte de production d'une émission consacrée aux personnes disparues prend contact avec Miguel Garay. Cet ancien réalisateur de films et scénariste est désormais à la retraite et consacre le plus clair de son temps à la pêche. Garay n'a tourné qu'un seul film, tandis qu'un autre projet est resté inachevé en 1990. Dans ce dernier, l'acteur Julio Arenas, connu en Espagne, devait apparaître. Garay et Arenas se connaissaient depuis qu'ils avaient fait l'armée ensemble et étaient de ce fait devenus des amis proches. Tous deux aimaient l'aventure et avaient même les mêmes petites amies. Mais lors du tournage d'un film commun sur une côte rocheuse, l'acteur de 46 ans avait disparu sans laisser de traces. Seules ses chaussures et sa voiture sont restées derrière lui. Julio, qui avait du succès, craignait de vieillir et avait peur pour sa carrière. Bien que son corps n'ait jamais été retrouvé, la police a conclu à une mort accidentelle.
Seules les séquences d'ouverture et de clôture du long métrage inachevé de Garay ont été tournées. Contre rémunération, il cède une partie de son métrage à la boîte de production télévisée et se déclare également prêt à apparaître dans l'émission. Emporté émotionnellement par ses souvenirs, Garay décide de prendre contact avec des personnes de son passé. Il veut découvrir ce qui est réellement arrivé à son ami Julio.

## Fiche technique
Sauf indication contraire, les informations mentionnées dans cette section peuvent être confirmées par la base de données cinématographiques IMDb,  présente dans la section « Liens externes ».
- Titre original : Cerrar los ojos (litt. « Fermer les yeux »[2])
- Réalisateur : Víctor Erice
- Scénario : Víctor Erice, Michel Gastambide
- Photographie : Valentín Álvarez
- Montage : Ascen Marchena
- Musique : Federico Jusid (es)
- Décors : Curru Garabal
- Costumes : Helena Sanchis
- Production : José Alba, Odile Antonio-Baez, Conrad Clark, Masha Clark
- Société de production : Pecado Films, Tandem Films, Nautilus Films, Pampa Films, La mirada del adiós AIE
- Pays de production :  Espagne,  Argentine
- Langue originale : espagnol
- Format : couleur — son Dolby Digital
- Genre : drame
- Dates de sortie :
  - France : 22 mai 2023 (Festival de Cannes 2023)[2] ; 16 août 2023 (sortie nationale)
  - Espagne : 29 septembre 2023

## Distribution
- Manolo Solo : Miguel Garay, le réalisateur du film La mirada del adiós
- José Coronado : Julio Arenas, l'acteur disparu
- Mario Pardo (es) : Max Roca, le monteur et ami de Miguel
- Helena Miquel (es) : Marta Soriano, la présentatrice de l'émission télé
- Ana Torrent : Ana Arenas, la fille de Julio
- Soledad Villamil : Lola San Román, l'ex de Miguel et Julio
- María León : Belén Granados, l'assistante sociale
- Petra Martínez : sœur Consuelo
- Ana María : sœur Lucia
- Rocío Molina : Teresa
- Dani Téllez : Toni
- Alejandro Caballero Ramis : Patón

Les acteurs du film La mirada del adiós :
- Josep Maria Pou (crédité José María Pou) : monsieur Lévy, le résident de Triste-le-Roy
- Kao Chenmin : Lin Yu
- Venecia Franco : Qiao Shu / Judith

## Distinction

### Sélection
- Festival de Cannes 2023 : sélection Cannes Première

### Récompense
- Prix Platino 2024 : meilleur acteur dans un second rôle pour José Coronado[3],[4]

### Nominations
- Prix Feroz 2024 : meilleur film dramatique, meilleur réalisateur, meilleur acteur pour Manolo Solo, meilleure actrice dans un second rôle pour Ana Torrent, meilleur acteur dans un second rôle pour José Coronado, meilleur scénario, meilleure musique originale, meilleure bande annonce et meilleure affiche
- Goyas 2024 : meilleur film, meilleur réalisateur, meilleur acteur pour Manolo Solo, meilleur acteur dans un second rôle pour José Coronado, meilleure actrice dans un second rôle pour Ana Torrent, meilleur scénario original, meilleure direction de production, meilleur montage, meilleure photographie, meilleure direction artistique et meilleur son